# Cisy Rokickie im. prof. Stanisława Króla
Cisy Rokickie im. prof. Stanisława Króla – florystyczny rezerwat przyrody o powierzchni 17,42 ha, utworzony 15 lutego 1988 z inicjatywy nadleśniczego Tomasza Szeszyckiego, w województwie zachodniopomorskim, w powiecie goleniowskim, w gminie Przybiernów, 3 km na południe-południowy wschód od Rokity, 4,5 km na południowy wschód od Przybiernowa, po zachodniej stronie linii kolejowej Szczecin-Świnoujście.
Rezerwat położony w Puszczy Goleniowskiej, w siedlisku dąbrowy acidofilnej Betulo pendulae-Quercetum roboris.
Celem ochrony jest zachowanie najliczniejszej w Polsce populacji cisa pospolitego (Taxus baccata – ponad 5000 okazów) odnawiającej się dynamicznie udanymi obsiewami naturalnymi oraz ochrona stanowisk innych gatunków roślin chronionych, zwłaszcza wiciokrzewu pomorskiego (Lonicera periclymenum) i śnieżyczki przebiśniegu (Galanthus nivalis).
Nadzór: Nadleśnictwo Rokita.